# Hrútsfjall
Hrútsfjall är ett berg i republiken Island. Det ligger i regionen Austurland, 250 km öster om huvudstaden Reykjavík. Toppen på Hrútsfjall är 1 877 meter över havet. Då toppen täcks av en glaciär är höjden något osäker/skiftande.
Trakten runt Hrútsfjall är nära nog obefolkad, med mindre än två invånare per kvadratkilometer. Det finns inga samhällen i närheten. Trakten runt Hrútsfjall är permanent täckt av is och snö.